# Jules-Antoine Castagnary
Jules Antoine Castagnary, né à Saintes (Charente-Inférieure) le 11 avril 1830 et mort à Paris le 11 mai 1888, est un critique d’art et journaliste français.

## Biographie
Ami et défenseur de Gustave Courbet, il collabora au Monde illustré, au Siècle et au Nain jaune. Il organisa la presse républicaine en province lors du siège de Paris en 1870. 
Lors de la première exposition impressionniste, il reprend le terme dépréciatif d'« impressionniste » de Louis Leroy qu'il entérine sans hésiter, dans un sens positif dans son article Exposition du boulevard des Capucines. Les impressionnistes paru dans Le Siècle le 29 avril 1874 : « Si l'on tient à les caractériser d'un mot qui les explique, il faudra forger le terme nouveau d'Impressionnistes. Ils sont impressionnistes en ce sens qu'ils rendent non le paysage, mais la sensation produite par le paysage ». 
Il fut membre du Conseil d'État (1879) et membre du Comité des monuments historiques.
D'octobre 1887 jusqu'à sa mort, il est directeur de l'École nationale supérieure des Beaux-Arts.
Il est à l'origine de l'achat par l'Etat le 2 février 1888 d'un tableau d'Alfred Sisley, Matinée de septembre, 1887, attribué l'année suivante au musée des beaux-arts d'Agen où il se trouve de nos jours.
Il meurt le 11 mai 1888 à son domicile dans le 17e arrondissement de Paris.
Une rue et un square du 15e arrondissement de Paris portent son nom.

## Publications
- Philosophie du salon de 1857, 1858
- Les Artistes au XIXe siècle : Salon de 1861, 1861
- Grand Album des Expositions de peinture et de sculpture. 69 tableaux et statues, 1863
- Les Libres Propos, 1864
- Le Bilan de l'année 1868, politique, littéraire, dramatique, artistique et scientifique, avec Paschal Grousset, Arthur Ranc et Francisque Sarcey, 1869
- Les Jésuites devant la loi française, 1877
- Exposition des œuvres de G. Courbet à l'Ecole des Beaux-Arts en mai 1882, 1882
- Gustave Courbet et la colonne Vendôme : plaidoyer pour un ami mort, 1883
- Salons, préface d'Eugène Spuller, 2 vol., 1892